# Sidhi (huyện)
Huyện Sidhi là một huyện thuộc bang Madhya Pradesh, Ấn Độ. Thủ phủ huyện Sidhi đóng ở Sidhi. Huyện Sidhi có diện tích 10520 ki lô mét vuông. Đến thời điểm năm 2001, huyện Sidhi có dân số 1830553 người.